# Luohu

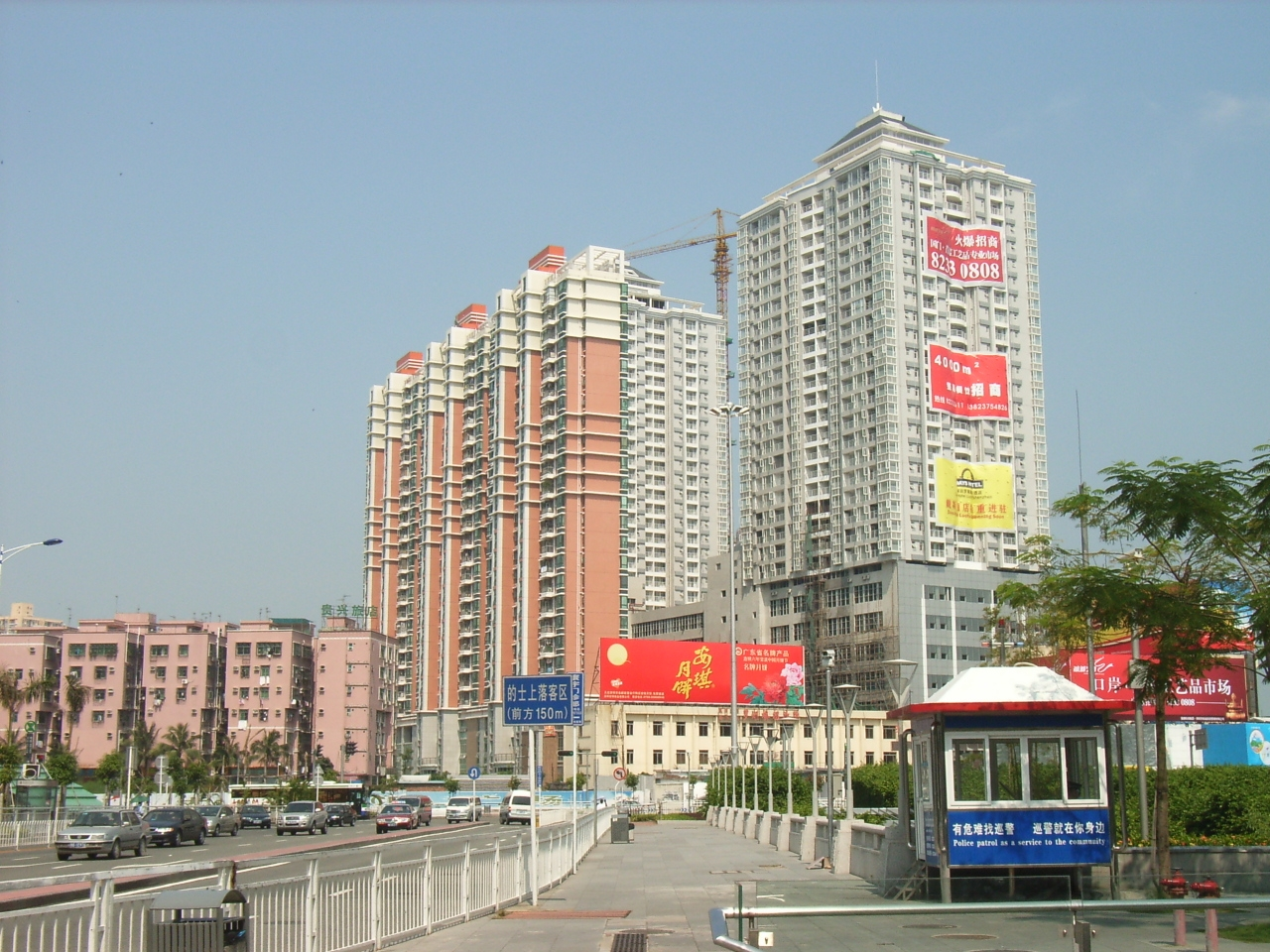
Luohu Yanhe Nanstraat

Luohu is een district van Shenzhen in de Chinese provincie Guangdong. Luohu ligt aan de rivier Shenzhen He. Luohu bevat het oude dorpskern van Shenzhen. Luohu grenst aan Hongkong en de spoorlijn Shenzhen-Guangzhou heeft haar eindpunt in centraal station van Luohu. Luohu heeft verder de drukste land-grenspost van Volksrepubliek China en Hongkong.
Het werkkamp heropvoeding door werk van Shenzhen#1 is in Shangbu, wat bij Luohu hoort.

## Etnische samenstelling van Luohu's bevolking (2000)
In 2000 werden 774.805 inwoners in Luohu geteld.
| etnische groep | aantal mensen | percentage van de bevolking |
| -------------- | ------------- | --------------------------- |
| Han            | 765.466       | 98,79%                      |
| Zhuang (volk)  | 2.101         | 0,27%                       |
| Hui            | 1.144         | 0,15%                       |
| Mantsjoes      | 1.004         | 0,13%                       |
| Tujia          | 930           | 0,12%                       |
| Miao           | 899           | 0,12%                       |
| Dong (volk)    | 566           | 0,07%                       |
| Mongolen       | 551           | 0,07%                       |
| Yao            | 477           | 0,06%                       |
| Koreanen       | 363           | 0,05%                       |
| Bouyei         | 203           | 0,03%                       |
| Yi             | 151           | 0,02%                       |
| Li             | 136           | 0,02%                       |
| Tibetanen      | 124           | 0,02%                       |
| She            | 109           | 0,01%                       |
| andere         | 581           | 0,07%                       |